# Europa Europa (film)
Europa Europa è un film del 1990 diretto da Agnieszka Holland, tratto dal libro autobiografico Memorie di Solomon Perel.

## Trama
All'inizio della seconda guerra mondiale, la famiglia ebrea Perel, in seguito ad un pogrom attuato nel corso della Notte dei cristalli,  fugge dalla Germania in Polonia, per sottrarsi alle persecuzioni naziste. Dopo nemmeno un anno, con l'invasione tedesca della Polonia, il padre decide di mandare nell'est dell'Europa i due figli più giovani, Isaak e Salomon. Riluttanti, questi partono, ma finiscono per separarsi nell'attraversare un fiume al confine orientale, dove si consumava in quel momento l'occupazione sovietica.
Salvato da un soldato russo, Salomon, detto Sally, finisce in un orfanotrofio a Grodno, dove viene trasformato in un seguace di Stalin ed impara il russo. Durante un attacco tedesco, l'orfanotrofio viene bombardato e distrutto. Sally perde di vista i suoi compagni e resta solo, è catturato dai soldati tedeschi, ai quali dichiara di essere tedesco e ariano, scampando così alla fucilazione. Il ragazzo dichiara di chiamarsi Joseph Peters e che i bolscevichi gli hanno ucciso i genitori. Egli parla correntemente sia il russo che il tedesco, e diventa così interprete. Distrugge i suoi documenti e nasconde le sue origini ebraiche, in particolare il fatto di essere circonciso. Un giorno, mentre fa il bagno, viene scoperto dal commilitone Robert, un attore omosessuale, che tuttavia non lo tradisce, e anzi diviene suo amico.
Dopo essere scampato miracolosamente ad un attacco in cui tutto il suo plotone, compreso Robert, perde la vita, Sally tenta di raggiungere nuovamente i russi, ma si trova coinvolto in un attacco nazista, nel quale senza volerlo finisce per essere considerato un eroe. Il capitano Von Laernau si convince che il ragazzo meriti di ricevere una adeguata educazione. Egli è senza figli, pertanto manifesta a Sally la sua volontà di adottarlo insieme a sua moglie, e lo invia a Berlino, presso l'Accademia della Gioventù Hitleriana. Accompagnato da una funzionaria del partito, il ragazzo parte per la scuola.
Dopo il giuramento di fedeltà ad Hitler e dopo un'ovazione generale dovuta ai suoi meriti al fronte, ha inizio la permanenza di Sally all'interno della scuola. Qui s'innamora di una ragazza, Leni, una fervente nazista, la quale gli si offre, ma che egli respinge per via della sua circoncisione. Dopo averla schiaffeggiata per una sua manifestazione d'odio verso gli ebrei, i due si separano.
Sally fa sempre più fatica a conciliare la sua vera identità, con il ruolo di giovane hitleriano, al punto da avere terribili incubi ogni notte, in cui i genitori sembrano incolparlo di aver tradito il suo popolo per essersi venduto ai nazisti.
Più tardi, Sally si rifà vivo a casa di Leni, ma qui apprende dalla madre che la ragazza è partita per il fronte. Alla donna spetta dargli la drammatica notizia della gravidanza della figlia, rimasta incinta perché desiderosa di "donare un figlio al Führer", in ossequio ai programmi di controllo delle nascite nazisti. La madre di Leni mostra di essere al corrente del loro litigio, del suo rifiuto, per questo Sally, preso dalla disperazione, si confida con lei circa le sue origini. La donna, che aveva da tempo intuito la verità, mostra affetto e comprensione, ma lo esorta a non rivelare nulla a sua figlia.
Sally in quel momento capisce che il padre del bambino è Gerd, un suo compagno all'Accademia, e suo migliore amico, con cui Leni aveva sempre avuto un rapporto confidenziale.
Mentre cerca una contesa col suo rivale, Sally viene convocato al comando tedesco, dove lo informano che cercheranno i suoi documenti per accertare la purezza delle sue origini. Egli comprende che la sua recitazione non potrà continuare a lungo, quando, per sua fortuna, iniziano i bombardamenti stranieri, i quali portano scompiglio e distruzioni, e richiamano i plotoni alle armi.
Sally viene coinvolto nell'ultimo disperato tentativo di respingere l'Armata rossa, ma stanco di fingersi tedesco, avendo compreso che per i suoi si profilava una sconfitta, si fa volontariamente catturare dai russi, raccontando loro la sua storia. I russi non gli credono, stanno per ucciderlo a causa dell'uniforme che indossa, quando fortunatamente s'imbatte nel fratello Isaak, scampato ai campi di concentramento e ora anch'egli in mano ai russi. Isaak incredulo lo riconosce, e in uno struggente abbraccio conferma così le origini ebraiche del fratello.
Liberato, Sally deciderà di ricongiungersi definitivamente con le sue origini ebraiche, trasferendosi nel nascente Stato di Israele.

## Riconoscimenti
- Golden Globe 1992: miglior film straniero
- National Board of Review Awards 1991: miglior film straniero
- Kansas City Film Critics Circle Awards 1992: miglior film straniero